# Phylloscopus emeiensis
El mosquitero del Emei (Phylloscopus emeiensis) es una especie de ave paseriforme de la familia Phylloscopidae endémica de China. Su nombre se debe al monte Emei, lugar donde fue descubierto.

## Descripción
El mosquitero del Emei es un pájaro pequeño que mide entre 11–12 cm de largo. El plumaje de sus partes superiores es verde oliváceo. Su píleo es verde grisáceo, claramente más oscuro que su espalda, y ligeramente más claro en la frente, con una lista pileal media clara poco marcada en la parte frontal y más ancha y marcada en la nuca. Presenta largas listas superciliares de color amarillento claro, en contraste con la lista ocular verde oscura. El resto de sus coberteras auriculares son más claras con algún moteado oscuro. Sus alas y cola son principalmente verdosas, aunque las coberteras tienen las puntas amarillentas formando dos listas en las alas. Las plumas más exteriores de la cola tienen bordes blanquecinos que miden entre 0,5 y 2 mm en el vexilo interior, y un borde claro difuso. Las plumas en segunda posición exterior tienen bordes y puntas claros incluso más difusos. Las partes inferiores del mosquitero del Emei son blanquecinas, con veteado amarillento difuso, con un tono ligeramente más amarillo en las coberteras inferiores de la cola. El iris de sus ojos es pardo oscuro. La parte superior de su pico es negruzca mientras que la inferior es anaranjada. Sus tarsos y dedos son de color rosado grisáceo, aunque su tarsos son ligeramente más claros. El mosquitero del Emei es muy similar al mosquitero de Claudia, con el que coincide, pero se diferencia principalmente en que tiene un patrón del píleo menos contrastado, con las listas de los laterales más claras y la lista pileal media más oscura.

## Distribución y hábitat
Cría en zonas dispersas de las provincias de Sichuán, Yunnan, Guizhou, Guangdong y Shaanxi, en el interior del este de China. Existe algún registro de divagantes en Birmania.
El mosquitero del Emei cría en bosques caducifolios templados, a veces con alguna conífera diseminada. Se ha descubierto que prefiere una mezcla de bosque secundario viejo y bosque caducifolio replantado, y que presenta menores densidades de población en los bosques caducifolios primarios. Se ha registrado entre los 1000–2200 metros de altitud en la época de cría.

## Comportamiento
Se cree que la época de cría empieza a mediados o finales de abril, basándose en la actividad de los cantos de los machos, aunque no hay datos que confirmen esa hipótesis.

### Cantos
Su canto es un trino ligeramente trémulo de entre 4 y 6 kHz, que generalmente dura 3 o 4 segundos. Cada macho emite varios tipos de cantos, hasta ocho distintos registrados en un solo individuo. Su canto es muy diferente de los cantos del mosquitero de Claudia y del mosquitero de Ogilvie-Grant. Su llamada es un suave tu-du-du, tu-du, o tu-du-du-du, que se parece algo a las llamadas del verderón europeo, pero que son claramente diferentes de las llamadas de los mosquiteros de Claudia y Ogilvie-Grant.

## Estado de conservación
Aunque no se conoce el tamaño de su población total, y no es abundante en ningún sitio, se cree que la población de mosquitero del Emei es estable, por lo que la Unión Internacional para la Conservación de la Naturaleza lo clasifica como especie bajo preocupación menor.